# Sellin
Sellin is een gemeente in de Duitse deelstaat Mecklenburg-Voor-Pommeren. De gemeente maakt deel uit van het Landkreis Vorpommern-Rügen.
Sellin telt 2.653 inwoners.
Ahrenshagen-Daskow ·
Ahrenshoop ·
Altefähr ·
Altenkirchen ·
Altenpleen ·
Baabe ·
Bad Sülze ·
Barth ·
Bergen auf Rügen ·
Binz ·
Born auf dem Darß ·
Breege ·
Buschvitz ·
Dettmannsdorf ·
Deyelsdorf ·
Dierhagen ·
Divitz-Spoldershagen ·
Dranske ·
Drechow ·
Dreschvitz ·
Eixen ·
Elmenhorst ·
Franzburg ·
Fuhlendorf ·
Garz/Rügen ·
Gingst ·
Glewitz ·
Glowe ·
Grammendorf ·
Gransebieth ·
Gremersdorf-Buchholz ·
Grimmen ·
Groß Kordshagen ·
Groß Mohrdorf ·
Gustow ·
Göhren ·
Insel Hiddensee ·
Hugoldsdorf ·
Jakobsdorf ·
Karnin ·
Kenz-Küstrow ·
Klausdorf ·
Kluis ·
Kramerhof ·
Kummerow ·
Lancken-Granitz ·
Lietzow ·
Lindholz ·
Lohme ·
Löbnitz ·
Lüdershagen ·
Lüssow ·
Marlow ·
Millienhagen-Oebelitz ·
Mönchgut ·
Neu Bartelshagen ·
Neuenkirchen ·
Niepars ·
Pantelitz ·
Papenhagen ·
Parchtitz ·
Patzig ·
Poseritz ·
Preetz ·
Prerow ·
Prohn ·
Pruchten ·
Putbus ·
Putgarten ·
Ralswiek ·
Rambin ·
Rappin ·
Ribnitz-Damgarten ·
Richtenberg ·
Saal ·
Sagard ·
Samtens ·
Sassnitz ·
Schaprode ·
Schlemmin ·
Sehlen ·
Sellin ·
Semlow ·
Splietsdorf ·
Steinhagen ·
Stralsund ·
Sundhagen ·
Süderholz ·
Trent ·
Tribsees ·
Trinwillershagen ·
Ummanz ·
Velgast ·
Weitenhagen ·
Wendisch Baggendorf ·
Wendorf ·
Wieck auf dem Darß ·
Wiek ·
Wittenhagen ·
Wustrow ·
Zarrendorf ·
Zingst ·
Zirkow